# Basketball in Kanada
Basketball in Kanada ist in Kanada aufgrund der Nähe zu den Vereinigten Staaten eine beliebte Sportart, fällt allerdings weit hinter den Nationalsport Eishockey zurück. 

## Basketballteams und -ligen
Es gibt in Kanada nur wenige professionelle Basketballteams. Das einzige Team in der NBA sind die Toronto Raptors. Seit 2011 gibt es mit der National Basketball League of Canada wieder eine professionelle Liga mit neun Teilnehmern aus dem Osten Kanadas.

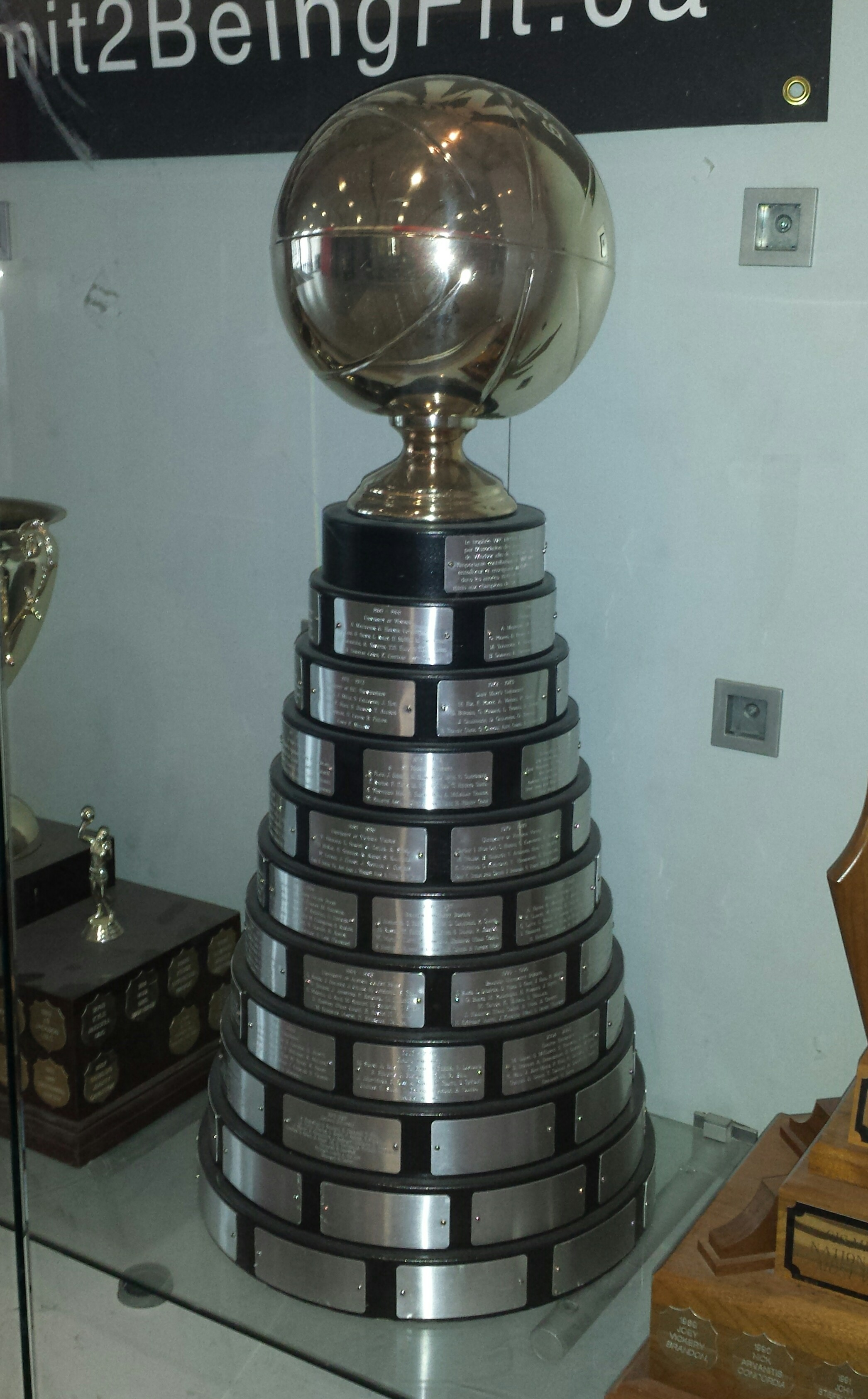
Die W. P. McGee Trophy

Verbreitet ist Basketball als Universitätssport. An den Basketballligen des Canadian Interuniversity Sport nehmen 43 Universitäten in 4 Conferences im Wettbewerb um die W. P. McGee Trophy teil, wobei die Teams aus der Hauptstadt Ottawa die letzten Jahre dominierten. Eine ähnliche Liga für Colleges existiert innerhalb der Canadian Colleges Athletic Association.

## Ehemalige Basketballligen und -teams
In den Jahren 1988 bis 1992 spielten kanadische Basketballteams in der amerikanischen World Basketball League (WBL) mit. Danach gab es von 1992 bis 1994 einmal die NBL – National Basketball League in Kanada.
Ehemalige Teams sind z. B.:
- Matrix de Montréal – ABA
- Toronto Huskies – historisch
- Calgary 88’s – historisch
- Vancouver Nighthawks
- Vancouver Grizzlies